# ثنائي الصف
الثوب ثنائيّ الصدر هو معطف أو سترة أو صدرة أو فستان ذو طرفين عريضين متداخلين، له على مقدمته صفّان متناظران من الأزرار؛ أما أحادي الصف ففيه تداخل ضيق وصف واحد فقط من الأزرار.

سُترات أحادية وثنائية الصدر